# Journal of Cellular Physiology
Journal of Cellular Physiology est un journal scientifique mensuel à comité de lecture, fondé en février 1932 et spécialisé en biologie dans le domaine de la biologie cellulaire, de la biologie moléculaire, et de la physiologie des cellules eucaryotes. Il est publié en anglais par la société d'éditions John Wiley & Sons.

## Historique
Cette revue est publiée de 1932 à 1955 sous le nom de Journal of Cellular and Comparative Physiology puis prend en 1966 son nom actuel. En 2014, d'après le Journal Citation Reports,  son facteur d'impact est de 3,839.